# وایتفیلد، منچستر بزرگ
latitudeوایتفیلد، منچستر بزرگlongitudeوایتفیلد، منچستر بزرگ
وایتفیلد (به انگلیسی: Whitefield) یک شهرک در انگلستان است که در منچستر بزرگ واقع شده‌است.

## خصوصیات
وایتفیلد ۲۳٬۲۸۳ نفر جمعیت دارد.

## نگارخانه

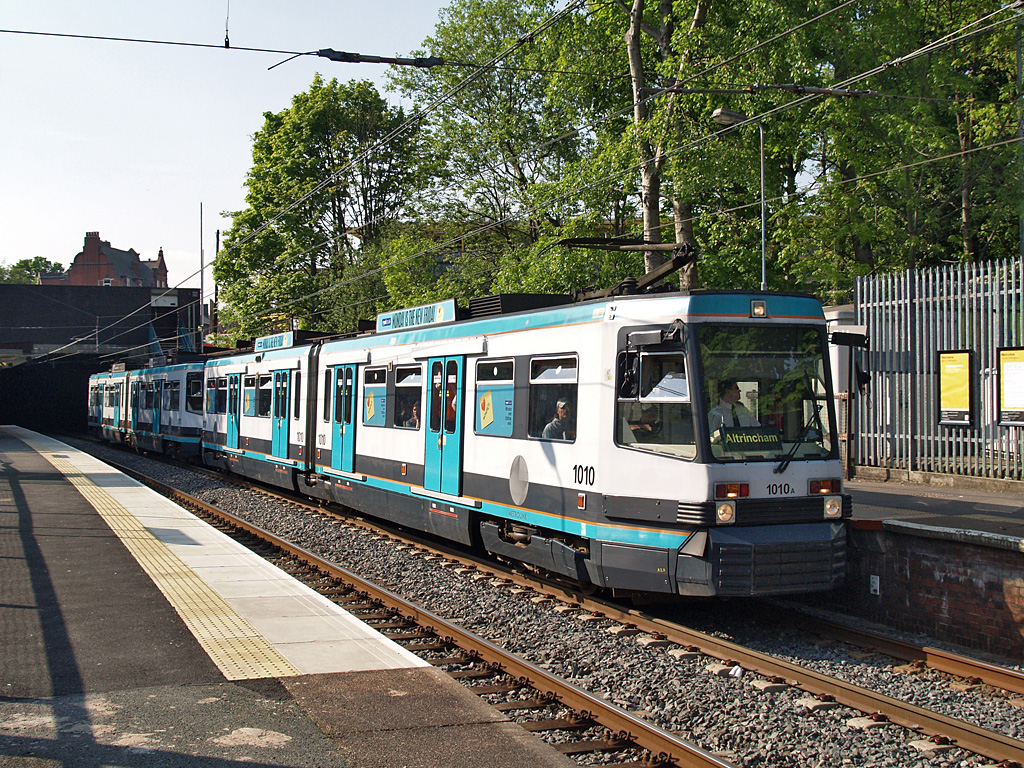
ایستگاه مترولینک ویتفیلد
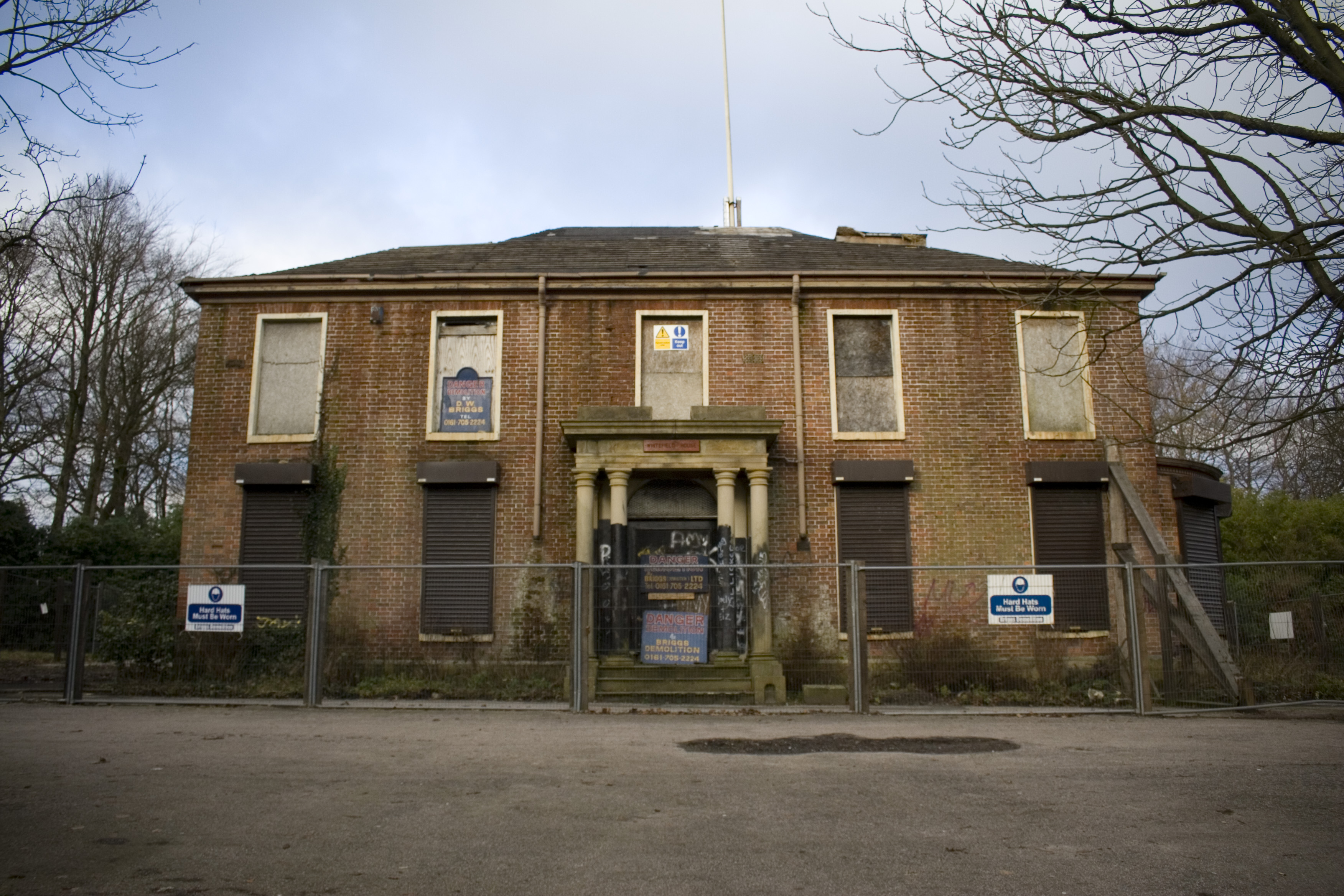